# Oksidacija
Oksidacija i redukcija (prema franc. oxyde, prema grč. ὀξύς: oštar; kiseo; lat. reductio: vraćanje natrag) su kemijske reakcije pri kojima kemijska tvar što se oksidira otpušta elektrone, a tvar koja se reducira prima elektrone. Prvotno se oksidacijom nazivalo spajanje nekog kemijskog elementa s kisikom (na primjer hrđanje željeza, izgaranje ugljena), a redukcijom oduzimanje kisika (na primjer pri dobivanju metala iz njihovih oksida). Poslije se značenje tih pojmova proširilo tako što se pod oksidacijom razumijevalo i oduzimanje vodika (na primjer pri prevođenju alkohola u aldehid), a pod redukcijom i primanje vodika (na primjer prevođenje sumpora u sumporovodik). Danas se u kemijskom smislu oksidacijom naziva otpuštanje, a redukcijom primanje negativnoga električnoga naboja, što se ostvaruje prijelazom valentnih elektrona s atoma, iona ili molekule jedne tvari (oksidacija) na atom, ion ili molekulu druge tvari (redukcija), bilo izravno, bilo na elektrodama galvanskoga članka ili elektrolitske ćelije. Prema tome, kisik i vodik ne moraju uopće biti sudionici tih reakcija. Kako u prirodi nema slobodnih elektrona, te su dvije reakcije nužno povezane i uvijek se zbivaju istodobno.
Tvar koja otpušta elektrone i pritom se oksidira naziva se reducens, jer svojim otpuštenim elektronima istodobno reducira drugu tvar. Obrnuto, tvar koja prima elektrone i pritom se reducira naziva se oksidans, jer istodobno omogućuje oksidaciju tvari od koje prima elektrone. Zato se govori o oksidoredukciji ili o redukcijsko-oksidacijskoj reakciji (redoks reakciji). Redoks reakcije ubrajaju se među najvažnije i najčešće kemijske reakcije, zbivaju se tijekom mnogih prirodnih (fotosinteza, disanje, izmjena tvari, gorenje, korozija) i industrijskih proizvodnih procesa (konverzija amonijaka u dušičnu kiselinu, hidrogenacija masnih ulja, proizvodnja nitrobenzena, anilina, organskih boja, metala iz oksidnih i sulfidnih ruda).
Te su dvije reakcije nužno povezane i uvijek se zbivaju istodobno, na primjer:
Zn → Zn2+ + 2e-, oksidacija
Cu2+ + 2e- → Cu, redukcija
Zn + Cu2+ → Zn2+ + Cu, ukupna reakcija

## Oksidansi
Oksidansi su tvari koje lako predaju kisik drugim tvarima; primjenjuju se za dezinfekciju i bijeljenje, te kao reagensi kemijskih reakcija oksidacije u laboratoriju i industriji. Najpoznatiji su oksidansi dušična kiselina, kalijev permanganat, kalijev klorat, različiti peroksidi i drugi spojevi bogati kisikom. Kao oksidansi mogu u dodiru s vodom poslužiti i tvari koje imaju velik afinitet prema vodiku; oduzimajući ga vodi, oslobađaju iz nje kisik, koji onda djeluje u nascentnom stanju. Tako djeluje klor i preparati koji lako otpuštaju klor (klorna voda, klorno vapno, kloramin).

### Reducensi
Reducensi su tvari koje lako reduciraju druge tvari, to jest predaju elektrone drugim tvarima, odnosno oduzimaju im kisik; reducensi se pritom oksidiraju. Reducensi mogu biti elektropozitivni metali, na primjer litij, natrij, magnezij, željezo, cink, aluminij (lako otpuštaju elektrone), zatim reagensi koji prenose hidride (natrijev borov hidrid NaBH4 i litijev aluminijev hidrid, LiAlH4), koji se široko rabe u organskoj kemiji, osobito za redukciju karbonilnih spojeva u alkohole, te plinoviti vodik, koji se upotrebljava uz platinu, paladij ili nikal kao katalizatore, primarno za redukciju dvostruke i trostruke veze ugljik – ugljik. Reducensi se primjenjuju kao reagensi kemijskih reakcija redukcije u laboratoriju i industriji.

## Standardni elektrodni potencijal ili redoks potencijal
Elektroda (elektro- + grč. ὁδός: put), u elektrokemiji, je višefazni sustav u kojem se uspostavlja oksidoredukcijska ravnoteža između faze s elektronskom vodljivošću i faze s ionskom vodljivošću (otopine elektrolita). Najčešće se pritom radi o ravnoteži u redoks sustavu koji se sastoji od metala uronjena u otopinu svoje soli. Metal je reducirani oblik, a metalni su ioni u otopini oksidirani oblik elektrode, na primjer Zn ⇆ Zn2+ + 2e–. Metalni ioni iz kristalne rešetke nastojat će prijeći u otopinu, a ioni iz otopine težit će tomu da prijeđu u rešetku. Što metal lakše prelazi u ionsko stanje, to jest što lakše otpušta elektrone, to je njegov elektrodni potencijal s obzirom na otopinu negativniji. Poznate su i elektrode u kojima reducirani oblik nije metal. Tako se na primjer u otopini željeznih iona uspostavlja redoks ravnoteža Fe2+ ⇆ Fe3+ + e–. Ako se u takvu otopinu stavi metal koji s njom kemijski ne reagira, kao što je platinska žica, on s otopinom neće izmjenjivati ione, nego samo elektrone, ali će također imati određeni potencijal prema otopini.
Ako se dvije različite elektrode spoje vodičem, zbog razlike njihovih potencijala poteći će kroz njega električna struja i na elektrodama će započeti spontana reakcija oksidacije, odnosno redukcije. Elektroda na kojoj se zbiva oksidacija naziva se anodom, a ona na kojoj se zbiva redukcija katodom. Struja teče od elektrode većega potencijala prema elektrodi manjega potencijala, a razlika potencijala jednaka je elektromotornoj sili tako nastaloga galvanskog članka. Tako se elektrode mogu i međusobno uspoređivati. Kao standardna (referentna) uzima se vodikova elektroda, u kojoj se vodik uz određene uvjete i u dodiru s platinskom žicom uvodi u otopinu (H2 ⇆ 2H+ + 2e–). Elektrodni potencijal te elektrode dogovorno je jednak nuli, pa se prema njoj mogu mjeriti potencijali drugih redoks sustava, često s pomoću indikatorskih elektroda (na primjer staklena elektroda, srebrna elektroda, razne ionsko-selektivne elektrode). Tako se uspostavlja niz njihovih standardnih elektrodnih potencijala, koji pokazuje relativnu oksidacijsku, odnosno redukcijsku moć različitih redoks sustava. Međutim, ako se na elektrode galvanskoga članka dovede izvana napon suprotan i veći od napona samoga članka, zbivat će se elektroliza, proces suprotan spontanomu procesu u galvanskom članku.

### Galvanski članak
Galvanski članak ili galvanski element je primarni električni članak, neobnovljivi izvor električne struje u kojem se, za razliku od sekundarnog članka (akumulatora), kemijska energija nepovratno pretvara u električnu. Prvi galvanski članak konstruirao je 1800. Alessandro Volta na temelju opažanja koje je proveo Luigi Galvani o električnim pojavama pri dodiru metala i tkiva (žabljih krakova). Galvanski članak sastoji se od dviju elektroda od različitih metalnih vodiča, koje su u dodiru s elektrolitom, te od depolarizatora kojim se sprječava ili odgađa polarizacija (nepoželjna kemijska promjena na elektrodama). Pojedine su se vrste galvanskih članaka nazivale prema izumiteljima, a najznačajniji su u 19. stoljeću bili Voltin,  Daniellijev te osobito Leclanchéov članak, od kojega su se razvili suvremeni članci, obično proizvedeni kao slogovi nazvani električnim baterijama.

#### Voltin članak
Voltin članak (1800.) sastoji se od dviju elektroda načinjenih od različitih metala (prvotno srebro i cink, poslije bakar i cink) uronjenih u razrijeđenu sumpornu kiselinu. Njegov je napon oko 1,1 V. Nedostatak mu je razmjerno brza oksidacija elektroda, a time i smanjenje napona i jakosti struje.

#### Daniellov članak
Daniellov članak (1835.) bio je sličan Voltinu, ali elektrode nisu bile u istom elektrolitu (bakrena u otopini bakrova sulfata, cinkova u otopini cinkova sulfata ili u sumpornoj kiselini), a elektroliti odijeljeni poroznom membranom. Time je smanjena oksidacija elektroda i produženo trajanje članka. Zato je Daniellov članak bio prvi uporabljivi trajni izvor galvanske struje, pa se u polovini 19. stoljeća rabio za lučnu rasvjetu i električni telegraf.
Zn(s)+ CuSO4(aq) → ZnSO4(aq) + Cu(s)
Ionska jednakost se može napisati kao:
Zn + Cu2+ → Zn2+ + Cu
Očito je da cink oksidira ili otpušta elektrone:
Zn → Zn2+ + 2 e-
Za to vrijeme bakar reducira ili prima elektrone:
Cu2+ + 2 e- → Cu

## Korozija i hrđanje metala
Korozija (srednjovj. lat. corrosio, od lat. corrodere: nagrizati) je trošenje konstrukcijskih materijala kemijskim djelovanjem fluida (plinova i kapljevina). Korozija razara metale i anorganske nemetale (na primjer beton), a sudjeluje i u oštećivanju (degradaciji) organskih materijala (polimernih materijala, drva). U geologiji je korozija opći naziv za kemijsko trošenje stijena.
U tehnici valja razlikovati kemijsku i elektrokemijsku koroziju. Kemijskoj koroziji podložni su metali i vodljivi nemetali (na primjer grafit) u neelektrolitima, to jest u suhim plinovima i u nevodljivim kapljevinama (na primjer u mazivim uljima), te nevodljivi nemetali (beton, keramika, staklo, kamen, polimerni materijali, drvo) u plinovima i kapljevinama. Elektrokemijskoj koroziji podliježu metali i vodljivi nemetali u elektrolitima, to jest u vodi i vodenim otopinama, u vlažnom tlu, u talinama soli i hidroksida te u vodi koja potječe iz vlažnoga zraka ili drugih plinova u obliku filma ili kapljica.

### Kemijska korozija
Kemijska korozija najčešće je oksidacija metala spajanjem s kisikom pri izlaganju suhim plinovima koji sadrže kisik ili njegove spojeve (na primjer ugljikov dioksid), i to prije svega u vrućem zraku ili u plinovima izgaranja. Proizvod je takve korozije oksid, koji tvori sloj na metalu ili se od njega odvaja. U prvom slučaju, koji je češći, s povećanjem debljine sloja oksidacija teče sve sporije, a u drugom se nastavlja neometano. Prema toj je koroziji jedan od najotpornijih metala čelik visokolegiran kromom i aluminijem, a najlošiji su magnezij i njegove slitine.

### Elektrokemijska korozija
Elektrokemijsku koroziju uzrokuje djelovanje korozijskih galvanskih članaka nastalih na površini metala izloženoj elektrolitu. Neplemenitiji dijelovi površine pritom su anode, na kojima se metal troši ionizacijom, otapanjem u elektrolitu uz istodobno oslobađanje viška elektrona (elektrokemijska oksidacija), koji kroz metal putuju prema plemenitijim dijelovima površine, katodama, gdje se vežu s oksidansima (takozvanim depolarizatorima) iz okoline (elektrokemijska redukcija). U vodenim elektrolitima najčešći su oksidansi otopljeni kisik i vodikovi kationi. Na te primarne reakcije na elektrodama korozijskoga članka obično se nadovezuju sekundarne reakcije, koje često daju čvrste produkte, među kojima je najpoznatija hrđa, smjesa hidratiranih željeznih oksida. Neki čvrsti produkti (na primjer patina na bakru i njegovim slitinama), za razliku od hrđe, koče koroziju.
Ključna reakcija kod elektrokemijske korozije je redukcija kisika:
O2 + 4 e- + 2 H2O → 4 (OH)-
Zbog toga što se stvaraju hidroksilni anioni, na ovaj proces snažno utječe prisustvo kiselina. U stvari, korozija većine metala je znatno ubrzana tamo gdje je nizak pH. Elektrone za gornju reakciju dobivamo oksidacijom željeza:
Fe → Fe2+ + 2 e-
Sljedeća redoks reakcija se javlja u prisustvu vode i presudna je za stvaranje hrđe:
4 Fe2+ + O2 → 4 Fe3+ + 2 O2−
Uz to, javljaju se u međuvremenu kemijske reakcije kiselina i baza, koji doprinose stvaranju hrđe:
Fe2+ + 2 H2O ⇌ Fe(OH)2 + 2 H+
Fe3+ + 3 H2O ⇌ Fe(OH)3 + 3 H+
i sljedeće ravnotežne reakcije:
Fe(OH)2 ⇌ FeO + H2O
Fe(OH)3 ⇌ FeO(OH) + H2O
2 FeO(OH) ⇌ Fe2O3 + H2O
To znači, za stvaranje korozije presudno je prisustvo kisika i vode.

## Oksidacijski brojevi atoma
Umjesto pojma valencija, u suvremenoj se kemiji znatno više rabi pojam oksidacijskoga broja (oksidacijskoga stupnja). To je formalna veličina koja opisuje oksidacijsko stanje atoma, a određuje se kao broj elementarnih naboja koji bi ostali na promatranom atomu ako bi se elektronski parovi svih veza u bilo kojoj kemijskoj jedinki pripisali najelektronegativnijem atomu,(elektronegativnost). Oksidacijski broj može biti pozitivan (predznak + se izostavlja), negativan i nula, a piše se iznad simbola atoma rimskim brojem. Pri imenovanju kemijskih spojeva oksidacijski se broj piše odmah iza naziva elementa, u okrugloj zagradi, npr. željezni(II) sulfat za FeSO4. Ako element ima samo jedno oksidacijsko stanje, oksidacijski se broj u njegovim spojevima ne piše; takav je na primjer aluminij, kojemu je oksidacijski broj uvijek III. 
Oksidacijski se broj određuje prema dogovorenim pravilima: 
- oksidacijski broj atoma ili molekule elementa u elementarnom stanju uvijek je jednak nuli;
- oksidacijski broj vodika uvijek je I, osim u metalnim hidridima, u kojima je –I;
- oksidacijski broj kisika uvijek je –II, osim u peroksidima, u kojima je –I, a samo je u spoju s fluorom I;
- oksidacijski broj svih jednoatomnih iona (gradivne čestice ionskih spojeva) jednak je naboju iona, na primjer oksidacijski broj kalcija u ionu Ca2+ je II, a klora u kloridnom ionu Cl– je –I;
- zbroj oksidacijskih brojeva svih atoma u neutralnoj molekuli ili formulskoj jedinki mora biti jednak nuli;
- zbroj oksidacijskih brojeva atoma u višeatomnim ionima mora biti jednak naboju iona;
- u kovalentnim spojevima oksidacijski broj nekog atoma jednak je zamišljenomu naboju koji ostaje na tom atomu kada se zajednički elektronski parovi dodijele elektronegativnijem atomu;
- oksidacijski broj fluora (najelektronegativniji element) uvijek je –I;
- oksidacijski broj alkalijskih elemenata uvijek je I, a zemnoalkalijskih II.

Poznavanje oksidacijskoga broja nužno je pri rješavanju kemijskih jednadžbi koje opisuju redoks reakcije.

### Primjeri
| Kemijski spoj          | Jednakost | Valencija    | OKSIDACIJSKI BROJ |
| ---------------------- | --------- | ------------ | ----------------- |
| Klorovodik             | HCl       | H=1 Cl=1     | H=+1 Cl=−1        |
| Perklorna kiselina *   | HClO4     | H=1 Cl=7 O=2 | H=+1 Cl=+7 O=−2   |
| Natrijev hidrid        | NaH       | Na=1 H=1     | Na=+1 H=−1        |
| Željezov(II) oksid **  | FeO       | Fe=2 O=2     | Fe=+2 O=−2        |
| Željezov(III) oksid ** | Fe2O3     | Fe=3 O=2     | Fe=+3 O=−2        |

(*) Ion perklorata (ClO4−) ima valenciju 1.
(**) Željezov oksid se pojavljuje kao kristal, a ne kao tipična molekula.
Ali postoje primjeri gdje se brojčana vrijednost valencije i oksidacijskog broja razlikuju zbog vrste kemijske veze između atoma:
| Kemijski spoj    | Jednakost | Valencija | OKSIDACIJSKI BROJ |
| ---------------- | --------- | --------- | ----------------- |
| Klor             | Cl2       | Cl=1      | Cl=0              |
| Vodikov peroksid | H2O2      | H=1 O=2   | H=+1 O=−1         |
| Etin (acetilen)  | C2H2      | C=4 H=1   | C=−1 H=+1         |
| Živin(I) klorid  | Hg2Cl2    | Hg=2 Cl=1 | Hg=+1 Cl=−1       |

Postoje primjeri gdje se brojčana vrijednost valencije i oksidacijskog broja razlikuju zbog polariteta kemijske veze između atoma. Tako na primjer kod diklormetana CH2Cl2, ugljik ima valenciju 4 dok je oksidacijski broj 0.